# Aprilia RC
La RC è una motocicletta da regolarità costruita dall'Aprilia dal 1977 al 1984.
Erede dello Scarabeo del 1970, la RC presentava un'estetica molto simile al coevo modello MX da Motocross.
Rispetto alle MX, essendo destinate anche alla normale circolazione stradale, le RC presentavano un nuovo impianto elettrico in grado di fornire energia alle luci e al clacson, uno scarico adatto all'omologazione stradale e una ruota posteriore passata da 19 pollici a 18.
Tre le motorizzazioni disponibili, tutte a due tempi: 50 (spinta dal motore Minarelli P6), 125 e 250 (con motorizzazioni Hiro).